# Épagny (Costa d'Or)
Épagny és un municipi francès, situat al departament de la Costa d'Or i a la regió de Borgonya - Franc Comtat. L'any 2007 tenia 260 habitants.

## Demografia

### Població
El 2007 la població de fet d'Épagny era de 260 persones. Hi havia 92 famílies, de les quals 12 eren unipersonals (12 dones vivint soles i 12 dones vivint soles), 40 parelles sense fills i 40 parelles amb fills.
La població ha evolucionat segons el següent gràfic:
Habitants censats

### Habitatges
El 2007 hi havia 104 habitatges, 94 eren l'habitatge principal de la família, 4 eren segones residències i 6 estaven desocupats. 102 eren cases i 2 eren apartaments. Dels 94 habitatges principals, 91 estaven ocupats pels seus propietaris, 2 estaven llogats i ocupats pels llogaters i 1 estava cedit a títol gratuït; 1 tenia una cambra, 1 en tenia dues, 7 en tenien tres, 21 en tenien quatre i 64 en tenien cinc o més. 86 habitatges disposaven pel capbaix d'una plaça de pàrquing. A 31 habitatges hi havia un automòbil i a 58 n'hi havia dos o més.

### Piràmide de població
La piràmide de població per edats i sexe el 2009 era:
| Homes | Edats   | Dones |
| ----- | ------- | ----- |
| 0     | 95 o +  | 0     |
| 0     | 90 a 94 | 0     |
| 0     | 85 a 89 | 0     |
| 0     | 80 a 84 | 0     |
| 0     | 75 a 79 | 0     |
| 8     | 70 a 74 | 0     |
| 0     | 65 a 69 | 8     |
| 8     | 60 a 64 | 12    |
| 12    | 55 a 59 | 8     |
| 12    | 50 a 54 | 12    |
| 8     | 45 a 49 | 12    |
| 16    | 40 a 44 | 8     |
| 8     | 35 a 39 | 4     |
| 0     | 30 a 34 | 8     |
| 4     | 25 a 29 | 0     |
| 16    | 20 a 24 | 8     |
| 8     | 15 a 19 | 4     |
| 4     | 10 a 14 | 12    |
| 8     | 5 a 9   | 8     |
| 0     | 0 a 4   | 8     |

## Economia
El 2007 la població en edat de treballar era de 169 persones, 121 eren actives i 48 eren inactives. De les 121 persones actives 118 estaven ocupades (61 homes i 57 dones) i 3 estaven aturades (1 home i 2 dones). De les 48 persones inactives 16 estaven jubilades, 20 estaven estudiant i 12 estaven classificades com a «altres inactius».

### Ingressos
El 2009 a Épagny hi havia 103 unitats fiscals que integraven 296,5 persones, la mediana anual d'ingressos fiscals per persona era de 23.269 €.

### Activitats econòmiques
Dels 12 establiments que hi havia el 2007, 1 era d'una empresa extractiva, 3 d'empreses de construcció, 2 d'empreses de comerç i reparació d'automòbils, 1 d'una empresa d'hostatgeria i restauració, 1 d'una empresa d'informació i comunicació, 2 d'empreses immobiliàries i 2 d'empreses de serveis.
Dels 4 establiments de servei als particulars que hi havia el 2009, 1 era un guixaire pintor, 1 electricista, 1 restaurant i 1 agència immobiliària.
L'any 2000 a Épagny hi havia 6 explotacions agrícoles.

## Equipaments sanitaris i escolars
El 2009 hi havia una escola elemental integrada dins d'un grup escolar amb les comunes properes formant una escola dispersa.

## Poblacions més properes
El següent diagrama mostra les poblacions més properes.